# Grafschaft Königstein
Die Grafschaft Königstein war ein reichsunmittelbares Territorium des Heiligen Römischen Reiches im oberrheinischen Reichskreis.

## Unter dem Haus Eppstein
Am 6. August 1505 erhielten die dem Haus Eppstein angehörenden Brüder Eberhard, Georg und Philipp, Herren zu Königstein, zu Eppstein und zu Münzenberg vom römisch-deutschen König Maximilian I. das Recht, künftig Namen, Wappen und den Titel Graf von Königstein zu führen.
Doch alle drei Brüder blieben ohne männliche Nachkommen, so dass Eberhard IV. den Sohn seiner Schwester Anna, die mit Botho zu Stolberg verheiratet war, testamentarisch als Universalerben einsetzte.
Nach der Reichsmatrikel von 1521 sollte der Graf von Königstein im Kriegsfall vier berittene und 13 Fußsoldaten stellen.

## Unter dem Haus Stolberg
Am 25. Mai 1535 starb Eberhard IV. von Eppstein und sein Universalerbe Ludwig zu Stolberg, der bereits ab 1527 als Mitregent seines Onkels Eberhard amtierte, erbte per Testament die Grafschaft. Unter seiner Herrschaft wurde die Reformation nach der Kirchenordnung des Grafen Wolfgang von Pfalz-Zweibrücken eingeführt. Allerdings widersetzte sich das Zisterzienserinnen-Kloster Marienschloss bei Rockenberg erfolgreich der Reformation.
Auch Graf Ludwig blieb ohne männliche Nachkommen, so dass sein Bruder Christoph zu Stolberg das Erbe antrat.

## Auflösung der Grafschaft
Der letzte Herr der Grafschaft, Graf Christoph zu Stolberg, verstarb am 5. August 1581. Daraufhin teilte der Mainzer Kurfürst Daniel Brendel von Homburg dessen Bruder Albrecht Georg zu Stolberg mit, dass per Vollmacht des Kaisers Rudolf II. die Grafschaft als erledigtes Reichslehen anzusehen sei und der Kurfürst als Reichskommissarius für die Herrschaft eingesetzt werde. Die Grafschaft wurde in das Oberamt Königstein umgewandelt.
Die Grafen zu Stolberg klagten dagegen vor dem Reichskammergericht.
Auch wenn die Grafschaft als eigenständige Herrschaft damit aufgelöst war, existierte sie nominell bis 1806 jedoch weiter. Erst durch die Rheinbundakte wurde sie aufgehoben und die zur Grafschaft gehörende Herrschaft Gedern wurde dem Großherzogtum Hessen übertragen.